# Ceratosphys fernandoi
Ceratosphys fernandoi es una especie de miriápodo cordeumátido cavernícola de la familia Opisthocheiridae endémica de la España peninsular; se encuentra en la Cordillera Prebética.